# Francisco de Paula Martínez de la Rosa y Berdejo
Francisco de Paula Martínez de la Rosa y Berdejo (ngày 10 tháng 3 năm 1787 - ngày 7 tháng 2 năm 1862) là một chính khách và nhà soạn kịch Tây Ban Nha.
Ông sinh ra tại Granada, và học tại trường đại học ở đó.
Ông đã trở nên nổi tiếng với một loạt các bài thơ trào phúng về những người nổi tiếng địa phương xuất bản dưới tiêu đề El Cementerio de momo. Trong cuộc đấu tranh với Napoléon, ông đã đứng về phía những người yêu nước, được bầu làm đại biểu, và tại Cadiz đã phát hành vở kịch đầu tiên, Lo que puede un empleo, một vở kịch hài prose theo cách của người trẻ Leandro Fernández de Moratín. La Viuda de Padilia (1814), một bi kịch được mô phỏng theo Alfieri, ít được chấp nhận đối với công chúng Tây Ban Nha.
Trong khi đó, tác giả ngày càng trở nên nổi bật trong chính trường, và năm 1814 đã bị trục xuất đến Peñón de Vélez de la Gomera trên Bờ biển Barbary, nơi ông ở lại cho đến năm 1820, khi ông đột nhiên được triệu hồi và bổ nhiệm thủ tướng. Trong ba năm tiếp theo, ông là người không được ưa chuộng nhất ở Tây Ban Nha; Bị cáo buộc là một nhà cách mạng bởi Đảng Bảo thủ và là một kẻ phản động bởi những người tự do, ông đã đánh mất sự đồng cảm của tất cả các bên, và khả năng hùng biện của ông đã khiến ông có biệt danh khinh miệt của Rosita la Pastelera (Rosita kẻ thỏa hiệp/kẻ làm bánh).